# 혼시오가마역
혼시오가마역(일본어: 本塩釜駅, ほんしおがまえき)은 일본 미야기현 시오가마시에 있는, 동일본 여객철도의 철도역이다.

## 역 구조
2면 2선 구조의 지상역이다.

### 승강장
| 1 | ■ 센세키 선 | 마쓰시마카이간·다카기마치 방면 |
| 2 | ■ 센세키 선 | 다가조·센다이·아오바도리 방면  |

## 역세권 정보
- 국도 제45호선

## 역사
- 1926년 4월 14일: 미야기 전기철도 전철역으로 영업 개시.
- 1944년 5월 1일: 국유화.
- 1981년 11월 1일: 복선화로 이설.
- 1987년 4월 1일: 민영화에 따라 동일본 여객철도의 소속이 되었다.
- 2003년
  - 2월 6일: 자동 개찰 도입.
  - 10월 26일: 스이카 도입.
- 2011년
  - 3월 11일: 동일본 대지진으로 일어난 쓰나미(높이 약 170cm)가 덮침.
  - 4월 19일: 영업 재개.

## 화랑

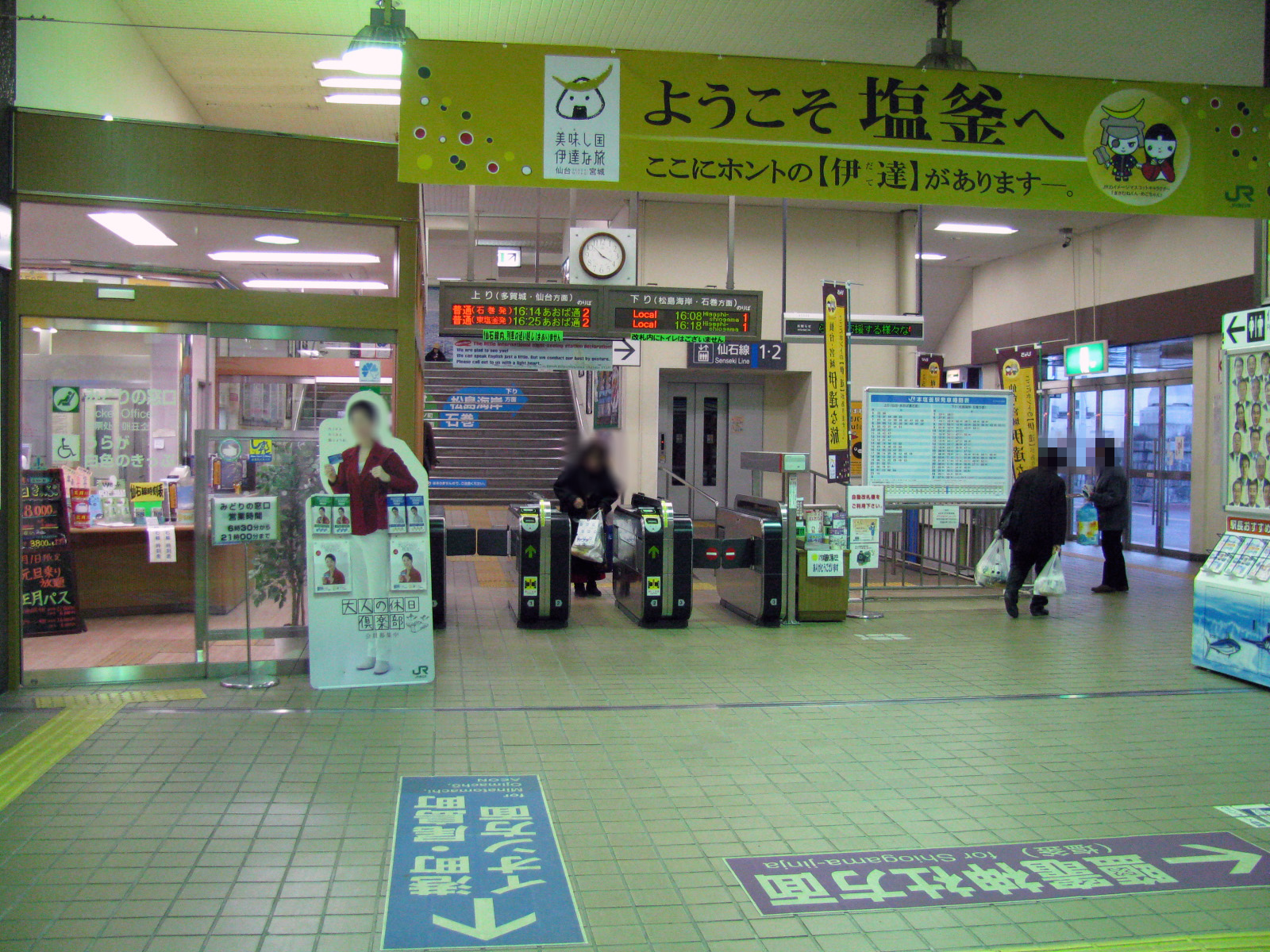
개찰 모습(2007년 12월 15일)
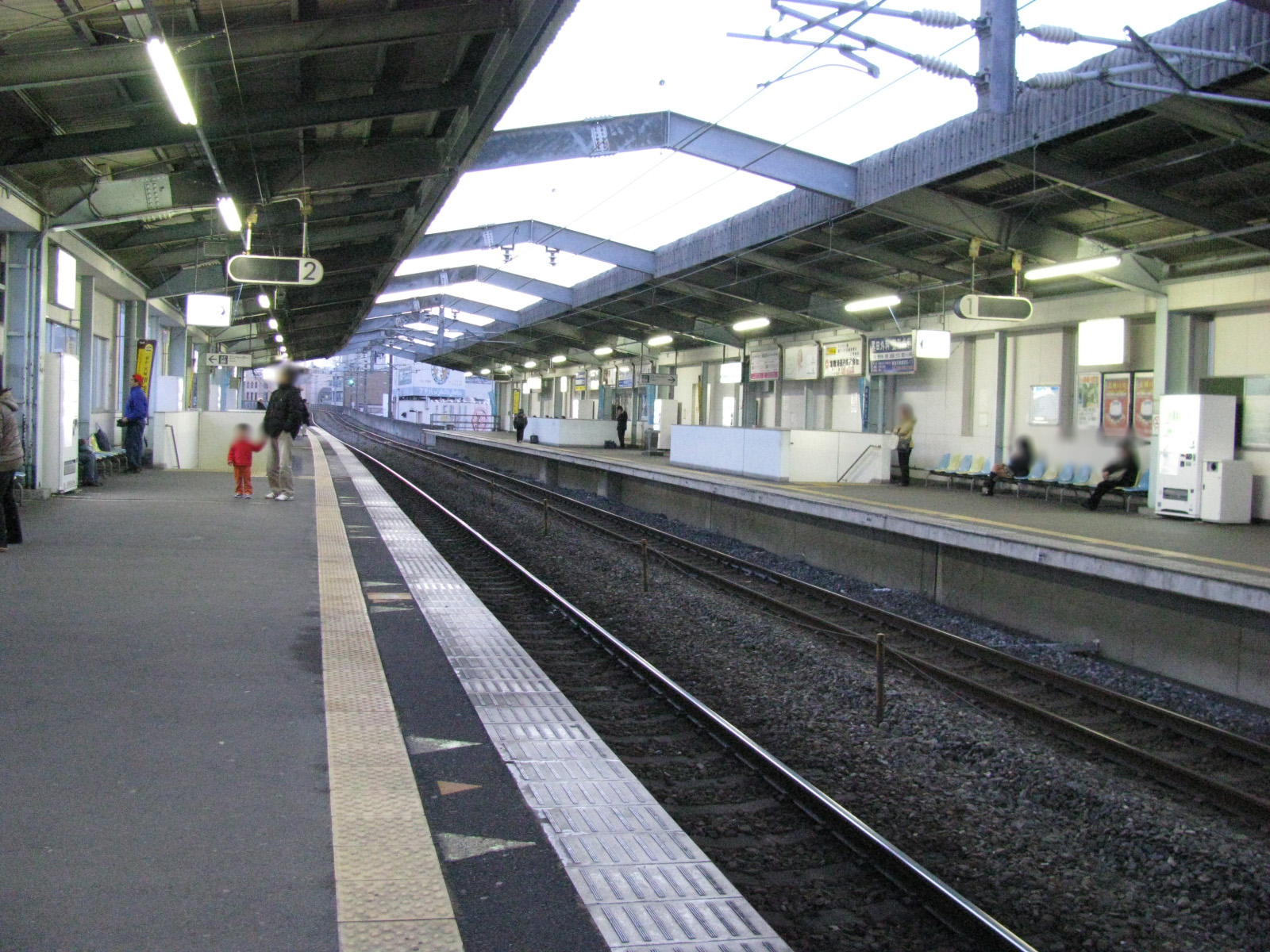
승강장 모습(2007년 12월 15일)

## 인접역
| 동일본 여객철도 ■ 센세키 선  | 동일본 여객철도 ■ 센세키 선 | 동일본 여객철도 ■ 센세키 선    |
| ---------------------------- | --------------------------- | ------------------------------ |
| 다가조 아오바도리 방면       | ■ 쾌속                      | 히가시시오가마 다카기마치 방면 |
| 니시시오가마 아오바도리 방면 | ■ 보통                      | 히가시시오가마 다카기마치 방면 |